# Jan Lityński
Jan Lityński (ur. 18 stycznia 1946 w Warszawie, zm. 21 lutego 2021 w Pułtusku) – polski polityk, publicysta i działacz na rzecz praw człowieka.
Działacz opozycji demokratycznej, dysydent i więzień polityczny w czasach PRL, uczestnik wydarzeń marcowych w 1968, członek Komitetu Samoobrony Społecznej „KOR”, działacz i doradca władz NSZZ „Solidarność”, w 1989 uczestnik obrad Okrągłego Stołu. Poseł na Sejm X, I, II i III kadencji, w latach 2010–2015 doradca prezydenta RP Bronisława Komorowskiego ds. kontaktów z partiami i środowiskami politycznymi.

## Życiorys

### Dzieciństwo
Urodził się 18 stycznia 1946 w Warszawie w rodzinie pochodzenia żydowskiego. Jego ojciec Ryszard Perl-Lityński (zm. 1947), z zawodu nauczyciel, był przedwojennym działaczem Komunistycznej Partii Polski o pseudonimie „Lityński”. Jego matka Regina Lityńska z domu Lorenc (zm. 2013) przed II wojną światową należała do Komunistycznego Związku Młodzieży Polski, po wojnie pracowała jako dziennikarka. Stryjem jego ojca był Feliks Perl. 22 lipca 1952 jako kilkuletnie dziecko wziął udział w Narodowym Święcie Odrodzenia Polski, w którego trakcie wręczył kwiaty Bolesławowi Bierutowi. Scenę tę zarejestrowała Polska Kronika Filmowa; pod tytułem Od małego piął się do władzy była wykorzystywana przez Telewizję Polską w stanie wojennym (emisja w czerwcu 1982). W trakcie kampanii wyborczej w 1993 materiał ten w stworzonych przez Jacka Kurskiego spotach prezentowało Porozumienie Centrum.

### Okres do 1969
W latach 1962–1963 należał do Klubu Poszukiwaczy Sprzeczności. W 1963 ukończył XIV Liceum Ogólnokształcące im. Klementa Gottwalda w Warszawie, po czym rozpoczął studia matematyczne na Wydziale Matematyki i Fizyki Uniwersytetu Warszawskiego. Zaprzyjaźnił się z Adamem Michnikiem, należał do jego najbliższego kręgu towarzyskiego. W czasie studiów był jednym z najaktywniejszych członków środowiska tzw. komandosów. Od 1966 należał do Związku Młodzieży Socjalistycznej. Za udział w zorganizowanej na Uniwersytecie Warszawskim z udziałem Leszka Kołakowskiego dyskusji w rocznicę października 1956 został objęty postępowaniem wyjaśniającym rzecznika dyscyplinarnego uczelni. Był koordynatorem akcji zbierania podpisów pod listem w obronie studentów zawieszonych za udział w tej debacie (m.in. Adama Michnika), a także jednym z koordynatorów (pozostałymi były Irena Lasota i Teresa Bogucka) akcji protestacyjnej na wypadek usunięcia Adama Michnika z uczelni. W marcu 1967 został za to usunięty ze Związku Młodzieży Socjalistycznej, a w kwietniu tego samego roku ukarany upomnieniem rektora UW. W odpowiedzi na wykluczenie z ZMS został sygnatariuszem listu otwartego krytycznego wobec tej organizacji. Brał udział w spotkaniach dyskusyjno-samokształceniowych organizowanych przez grupę studentów skupionych wokół Józefa Dajczgewanda oraz w organizowanych od jesieni 1967 dyskusjach środowiska skupionego wokół Jacka Kuronia i Karola Modzelewskiego organizowanych od jesieni 1967.
Brał aktywny udział w wydarzeniach, które dały początek wydarzeniom marcowym w 1968. 30 stycznia 1968 uczestniczył w proteście ulicznym przeciwko zdjęciu z afisza Dziadów Adama Mickiewicza w reżyserii Kazimierza Dejmka, za co został zatrzymany i następnie skazany przez kolegium ds. wykroczeń na grzywnę w kwocie 2500 złotych oraz objęty postępowaniem dyscyplinarnym ze strony władz UW. Był też jednym z autorów petycji studenckiej w obronie spektaklu, a następnie koordynował akcję zbierania podpisów pod tą petycją na uczelni. Brał także udział w akcji ulotkowej w obronie Dziadów organizowanej w lutym 1968 na Uniwersytecie Warszawskim. Uczestniczył aktywnie w spotkaniach, na których zadecydowano o przeprowadzeniu 8 marca 1968 wiecu w obronie relegowanych z UW Adama Michnika i Henryka Szlajfera. W dniu wiecu o 5:40 rano został zatrzymany przez funkcjonariuszy Milicji Obywatelskiej. W rezolucji tego wiecu został wymieniony jako jedna z osób niesprawiedliwie represjonowanych przez władze uczelni. Został zwolniony 10 marca 1968, a następnego dnia uczestniczył w zebraniu studentów matematyki UW, na którym wybrano go w skład komitetu studenckiego koordynującego protest na macierzystym wydziale. 12 marca 1968 został ponownie zatrzymany, następnie aresztowany i relegowany z uczelni. W toku śledztwa odmówił składania wyjaśnień. W maju 1968 przedstawiono mu zarzut z artykułu 36 tzw. małego kodeksu karnego (udział w organizacji konspiracyjnej). Był sądzony razem z Sewerynem Blumsztajnem, jego obrońcą był adwokat Zygmunt Kropiwnicki. Prokurator zażądał dla niego kary 5 lat pozbawienia wolności. 12 grudnia 1968 został skazany wyrokiem Sądu Wojewódzkiego w Warszawie na karę 2,5 roku pozbawienia wolności. 1 marca 1969 wyrok ten utrzymał Sąd Najwyższy (przewodniczącym składu był Roman Kryże). Jan Lityński odbywał karę w zakładzie karnym w Strzelcach Opolskich, skąd został zwolniony dzięki amnestii 26 lipca 1969. Władze PRL sprzeciwiały się kontynuowaniu przez niego nauki.

### Lata 1970–1980

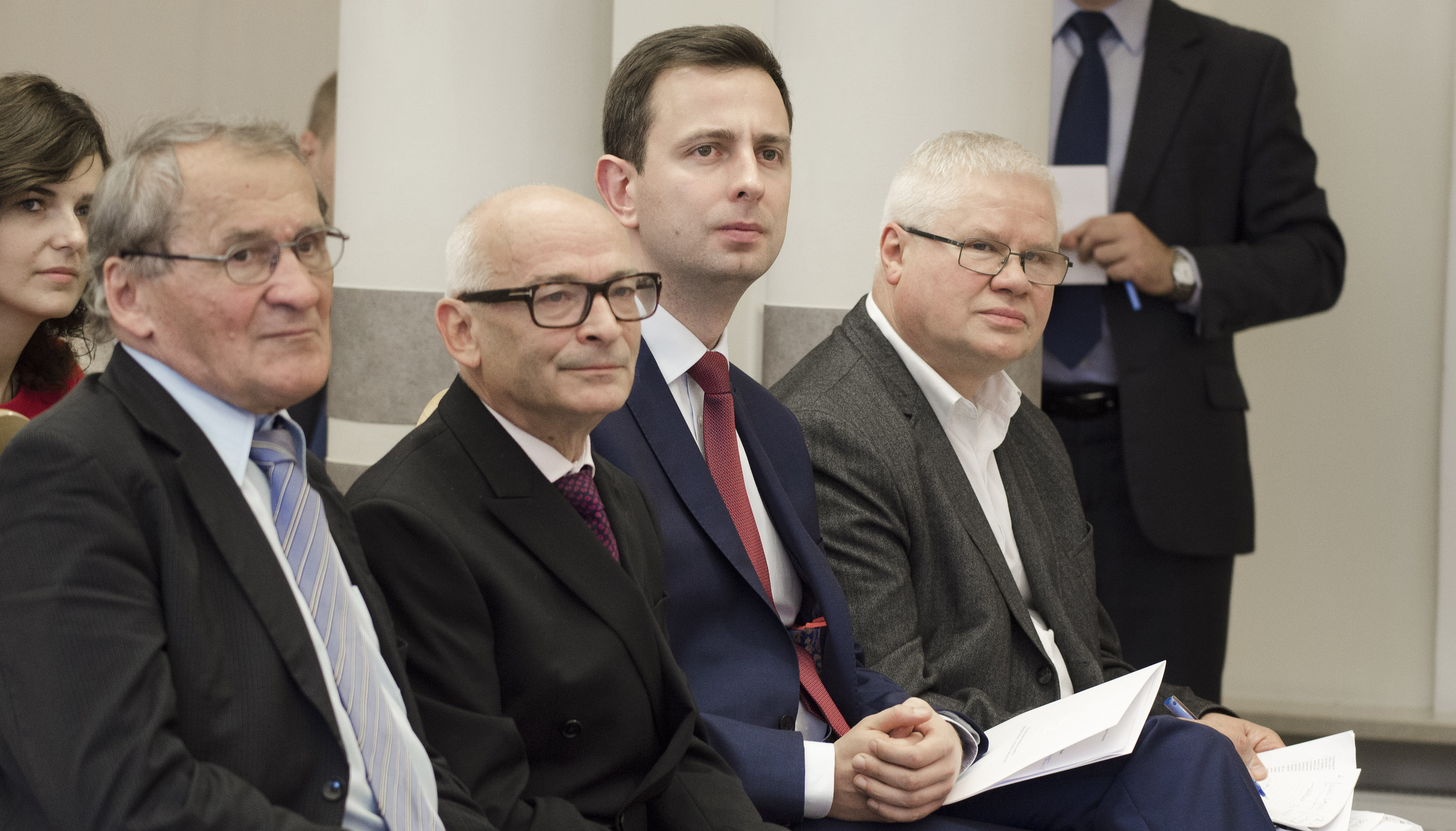
Henryk Wujec, Jan Lityński, Władysław Kosiniak-Kamysz oraz Jerzy Hausner podczas spotkania poświęconemu Jackowi Kuroniowi (2014)

Po zwolnieniu pracował początkowo (wraz z Ireną Lasotą) jako barman w podcieniach Teatru na Wyspie. Później był zatrudniony jako szlifierz w Zakładzie Materiałów Magnetycznych „Polfer”, a od 1970 pracował jako programista w Ośrodku Badawczo-Rozwojowym Informatyki. Utrzymywał kontakty z Jackiem Kuroniem i środowiskiem byłych „komandosów”. W geście solidarności obserwował w 1970 wraz z innymi członkami swojego środowiska tzw. proces taterników. W 1971 był jednym z inspiratorów listu 17 literatów w obronie skazanych działaczy Ruchu. W roku akademickim 1974/1975 uczestniczył w niezależnym seminarium historycznym, w którym udział brali także m.in. późniejsi działacze opozycji z kręgu komandosów, Gromady Włóczęgów i Sekcji Kultury Klubu Inteligencji Katolickiej w Warszawie. W 1975 podpisał razem z Jackiem Kuroniem, Sewerynem Blumsztajnem, Adamem Michnikiem i Barbarą Toruńczyk depeszę gratulacyjną dla laureata Pokojowej Nagrody Nobla Andrieja Sacharowa, opublikowaną w paryskiej „Kulturze”. W grudniu 1975 należał do sygnatariuszy jednego z listów przeciwko zmianom w Konstytucji PRL.
W czerwcu 1976 uczestniczył w pracach nad Listem czternastu, podpisał też odrębny list młodszej części opozycji wyrażający solidarność z robotnikami uczestniczącymi w protestach w tym samym miesiącu. Następnie włączył się w pomoc dla represjonowanych; m.in. w lipcu 1976 obserwował proces uczestników manifestacji w Ursusie, uczestniczył w akcji pomocy robotnikom radomskim, gdzie również obserwował procesy uczestników protestu, a także brał udział w sformułowaniu wspólnego wystąpienia ofiar represji do władz PRL. Podejmował próbę stworzenia w tym mieście grupy samokształceniowej. Był współzałożycielem i następnie członkiem redakcji ukazującego się od września 1976 poza cenzurą „Biuletynu Informacyjnego „KOR””. W styczniu 1977 podpisał list otwarty z żądaniem powołania komisji poselskiej dla zbadania wydarzeń z czerwca 1976. 4 marca 1977 został zatrzymany podczas zebrania redakcji swojego pisma, zwolniono go po 48 godzinach. W tym samym miesiącu został zwolniony z pracy. Ponownie zatrzymany 19 maja 1977 i aresztowany na trzy miesiące wraz z innymi członkami i współpracownikami Komitetu Obrony Robotników, następnie zwolniony w lipcu 1977 na mocy amnestii. Od września 1977 był członkiem redakcji nowo utworzonego dwutygodnika „Robotnik”, w związku z tym zrezygnował z udziału w redakcji „Biuletynu Informacyjnego „KOR” ”.
24 października 1977 został członkiem Komitetu Samoobrony Społecznej „KOR”. W ramach KSS „KOR” uczestniczył w działaniach na rzecz stworzenia niezależnego ruchu robotniczego, współpracował także z Biurem Interwencyjnym KSS „KOR”. Był w dalszym ciągu członkiem redakcji „Robotnika”. W listopadzie 1977 opublikował na łamach pisma artykuł pt. Przedstawicielstwa robotnicze, w którym wzywał m.in. do inicjowania dyskusji z udziałem robotników nad stanem gospodarki oraz do namysłu nad formą przedstawicielstw robotniczych. Starał się utworzyć radomską grupę współpracowników pisma, która była jednak inwigilowana przez tajnych współpracowników Ewę Soból i Leopolda Gierka. W kwietniu 1978 wsparł inicjatywę Krzysztofa Wyszkowskiego i pomógł napisać deklarację komitetu założycielskiego Wolnych Związki Zawodowych, wspierał także niezależne środowisko robotników ze Szczecina i Gryfina. W pierwszej połowie 1979 uczestniczył w zredagowaniu deklaracji programowej niezależnego ruchu społecznego – Karty Praw Robotniczych, w której postulowano stworzenie niezależnych związków zawodowych, postulowano prawo do strajku, formułowano liczne postulaty socjalne. Był sygnatariuszem tego dokumentu, następnie wziął udział w zbieraniu podpisów pod tym dokumentem w całej Polsce.
Jesienią 1977 został członkiem redakcji pisma „Głos”, jednak wycofał się z niej na początku 1978 po konflikcie z Antonim Macierewiczem. Latem 1978 został członkiem redakcji pisma „Krytyka”. Od listopada 1979 był członkiem nowo powołanej komisji redakcyjnej „Komunikatu KSS „KOR””, która w praktyce stanowiła robocze prezydium KSS „KOR”.
Brał udział w rozpoczętych jesienią 1978 spotkaniach polskich i czeskich opozycjonistów z kręgu Karty 77. Uczestniczył w trwającej od 3 do 10 października 1979 głodówce w kościele Świętego Krzyża w Warszawie w intencji więzionych za przekonania w Polsce i Czechosłowacji.
W toku swojej działalności był wielokrotnie zatrzymywany na 48 godzin, 15 grudnia 1979 został wraz z innymi działaczami opozycji kolejny raz aresztowany na trzy miesiące za czyn z art. 276 § 1 kodeksu karnego, tj. za udział w związku mającym na celu przestępstwo, ale ostatecznie zwolniono go 19 grudnia 1979.

### Lata 1980–1989

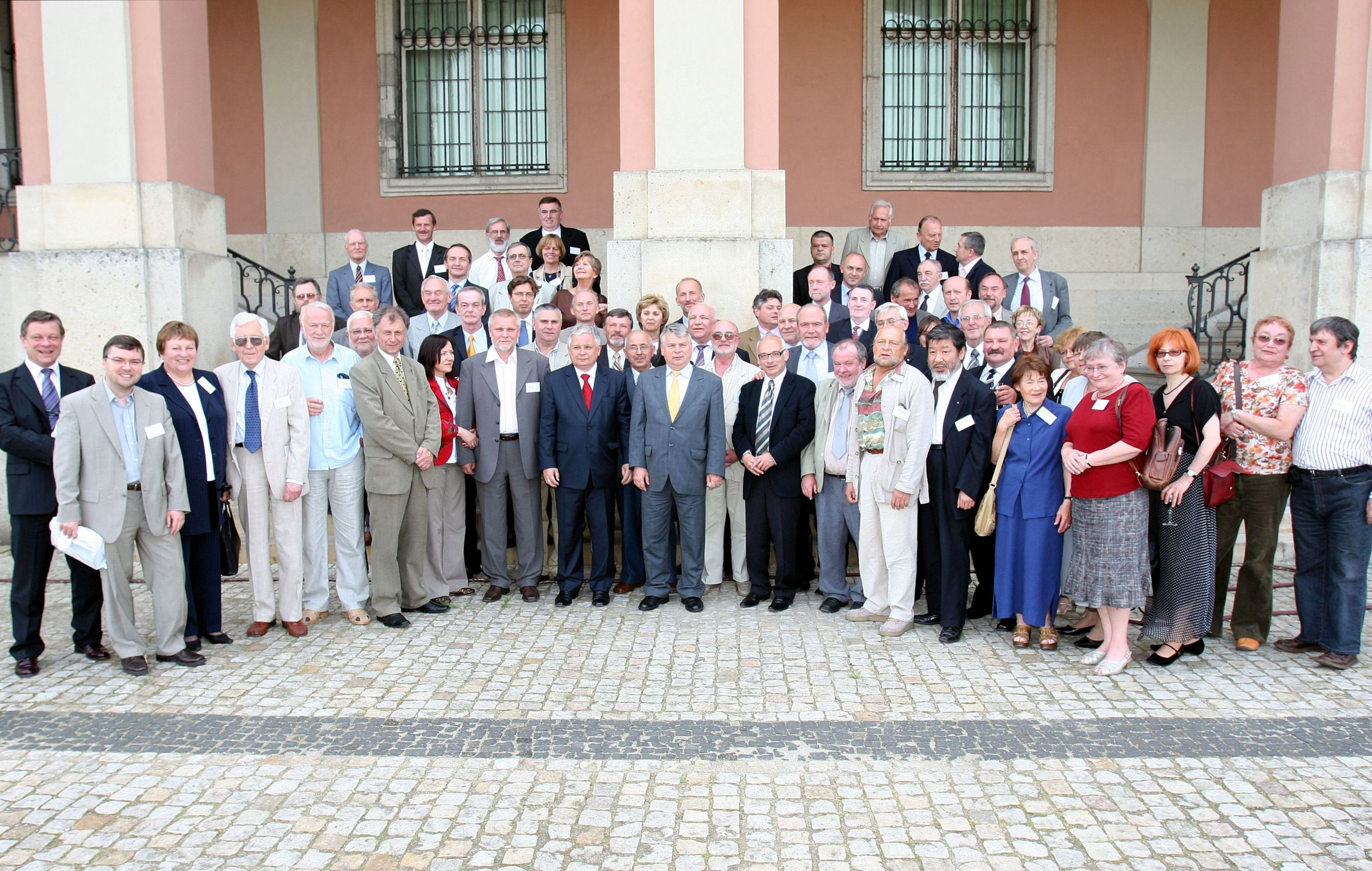
Jan Lityński (na pierwszym planie obok Lecha Kaczyńskiego i Bogdana Borusewicza) wśród uczestników konferencji poświęconej 25. rocznicy utworzenia Tymczasowej Komisji Koordynacyjnej NSZZ „Solidarność” na Zamku Królewskim w Warszawie (2007)

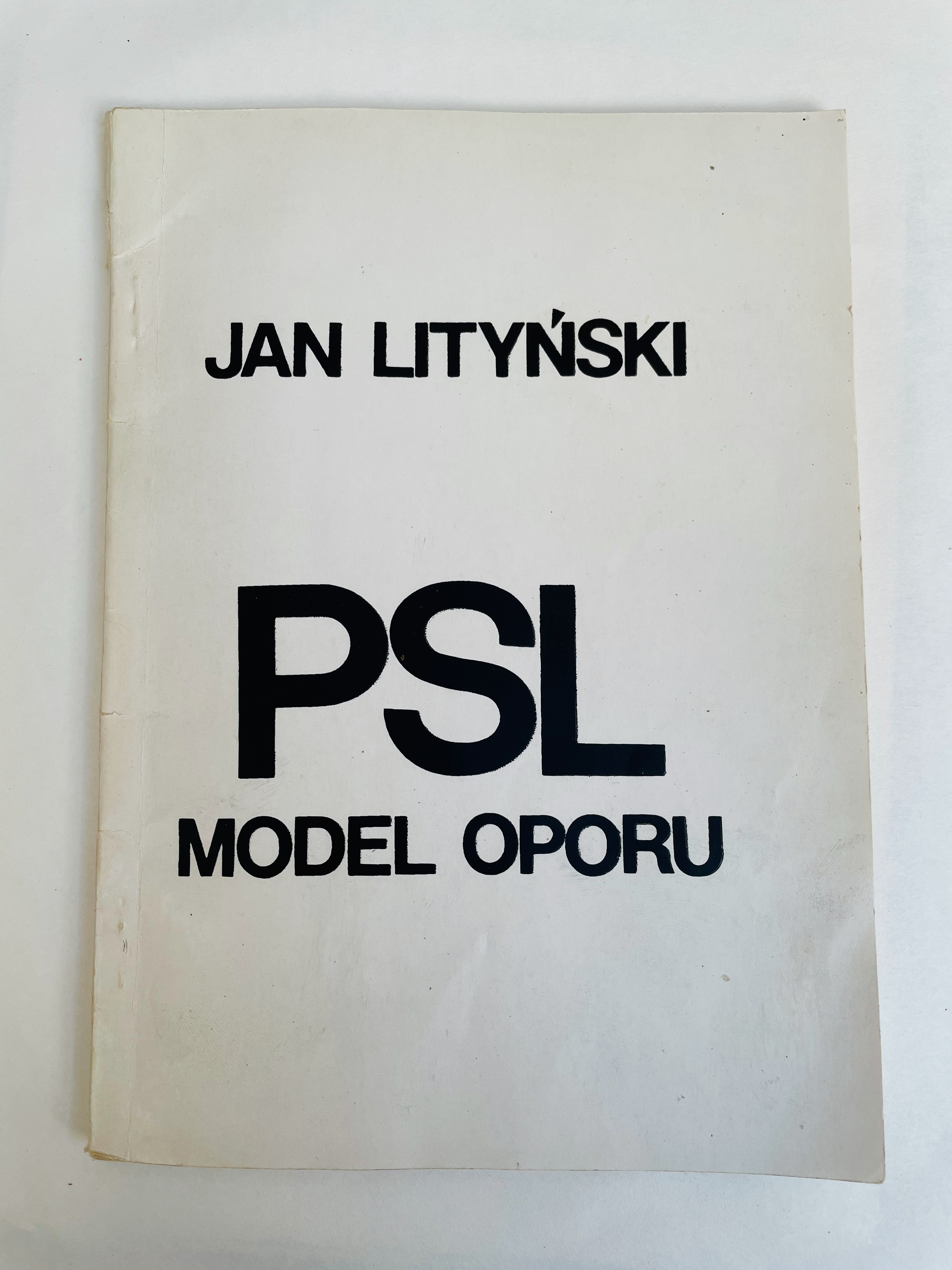
Publikacja Jana Lityńskiego PSL – model oporu z 1982. Praca ta została wydana jako broszura przez podziemne wydawnictwo „Pryzmat”

Latem 1980 zaangażował się w zbieranie informacji o wybuchających w całej Polsce strajkach. W sierpniu tegoż roku został po raz kolejny zatrzymany, a następnie (28 sierpnia 1980) tymczasowo aresztowany na 3 miesiące; zwolniono go po podpisaniu 31 sierpnia 1980 porozumień sierpniowych w Gdańsku.
We wrześniu 1980 na prośbę Jerzego Jacka Pilchowskiego został doradcą Międzyzakładowego Komitetu Założycielskiego NSZZ „Solidarność” w Wałbrzychu (od października 1980 jako członek Zespołu Konsultacyjno-Doradczego). Wszedł w skład redakcji „Biuletynu Informacyjnego MKZ”. Był również doradcą zarządu Regionu Mazowsze NSZZ „Solidarność” oraz Komitetu Robotniczego Hutników, który organizował strukturę związkową w Hucie im. Lenina w Krakowie. Wspomagał także Jacka Kuronia w jego pracach koncepcyjnych nad stworzeniem niezależnych od władz klubów samorządowych. W sierpniu 1981 wszedł w skład grup, które miały przygotować nową ordynację do rad narodowych oraz deklarację ideową klubów mających działać w ramach „Solidarności”. Był członkiem powołanego przez Karola Modzelewskiego i Janusza Onyszkiewicza zespołu, który miał ustalać bieżące kierunki propagandy związkowej. Jako doradca związku wziął udział w odbywającym się we wrześniu i październiku 1981 I Krajowym Zjeździe Delegatów NSZZ „Solidarność” w Gdańsku. Uczestniczył w zredagowaniu Posłania do ludzi pracy Europy Wschodniej, wspierając inicjatywę Henryka Sicińskiego i Bogusława Śliwy. Jesienią 1981 brał udział w powstaniu Klubów Rzeczypospolitej Samorządnej „Wolność-Sprawiedliwość-Niepodległość”, był sygnatariuszem deklaracji założycielskiej klubów ogłoszonej 22 listopada 1981.
13 grudnia 1981 został internowany, przebywał w Białołęce. 3 września 1982 został aresztowany i przewieziony do więzienia mokotowskiego. Przedstawiono mu zarzut popełnienia czynu z art. 123 kodeksu karnego i art. 128 kodeksu karnego, tj. podjęcia działań w celu obalenia przemocą ustroju PRL (był to czyn zagrożony karą od 5 lat pozbawienia wolności do kary śmierci). Zarzutem objęto jego aktywność społeczną od września 1977. Został osadzony w więzieniu mokotowskim wraz z innymi aresztowanymi członkami KSS „KOR” Jackiem Kuroniem, Adamem Michnikiem, Henrykiem Wujcem i Zbigniewem Romaszewskim. 11 stycznia 1983 przedstawiony zarzut zmieniono na zarzut przygotowań do czynu opisanego w art. 123 kodeksu karnego, za co groziła kara od 1 roku do 10 lat pozbawienia wolności. 1 czerwca 1983 otrzymał sześciodniową przepustkę na pierwszą komunię córki, z której nie powrócił. Od 16 czerwca 1983 był poszukiwany listem gończym.
W podziemiu uczestniczył w organizowaniu wydawnictwa „Myśl”. Publikował w prasie drugiego obiegu, m.in. w „Tygodniku Mazowsze” i „Przeglądzie Wiadomości Agencyjnych”. W 1984 wydał w drugim obiegu pracę pt. Solidarność – problemy, znaki zapytania. Jesienią 1984 został członkiem podziemnej Regionalnej Komisji Wykonawczej NSZZ „Solidarność” Region Mazowsze. W RKW posługiwał się pseudonimem „Oleś”, do jego obowiązków należało kształtowanie linii politycznej RKW, kontakt z „Tygodnikiem Mazowsze” oraz kontakt ze strukturami „Armenii” kierowanymi przez Wojciecha Stawiszyńskiego. Już od 1983 uczestniczył w imieniu RKW w posiedzeniach Tymczasowej Komisji Koordynacyjnej NSZZ „Solidarność”, jakkolwiek nie został członkiem TKK i miał jedynie głos doradczy. Z ramienia RKW uczestniczył w przygotowaniu ogólnopolskiego tajnego zjazdu członków „Solidarności” planowanego na 1986, który nie doszedł do skutku z uwagi na aresztowanie Zbigniewa Bujaka w maju tegoż roku. Do jego zadań należało m.in. opracowanie programu spotkania (wspólnie z Wojciechem Stawiszyńskim) oraz przygotowanie uchwały programowej i uchwał zawierających stanowisko wobec nowych związków zawodowych powstałych po 1981 oraz związków zdelegalizowanych w stanie wojennym. W opublikowanym 24 września 1986 w „TM” artykule W nowym układzie politycznym z optymizmem przyjął decyzję o amnestii ogłoszonej w lipcu 1986. Ujawnił się wraz Wiktorem Kulerskim 30 września 1986, a RKW działała od tego dnia jawnie (list gończy przeciwko niemu odwołano w październiku 1986, natomiast postępowanie karne umorzono dopiero w maju 1987). Przywołany artykuł, w którym określił poprzedzające amnestię przesłuchania negocjacjami politycznymi, wywoływał później (także po 1989) kontrowersje co do możliwych tajnych rozmów pomiędzy liderami „Solidarności” a władzami PRL, jakkolwiek sam autor być może posłużył się jedynie nieprecyzyjną figurą stylistyczną. W październiku 1987 Jan Lityński opublikował w „TM” artykuł Skończył się czas negacji, w którym sugerował wysunięcie programu reform, które wymuszą zmiany w systemie politycznym. Razem z Pawłem Śpiewakiem opublikował w 1987 książkę Książę jest nagi. Uwagi o socjotechnice komunizmu. W czerwcu 1987 podpisał deklarację Kręgu Przyjaciół Solidarności Polsko-Czesko-Słowackiej, następnie uczestniczył w spotkaniach opozycjonistów polskich, czeskich i słowackich organizowanych w Sudetach.
Brał udział w zwołanym przez Lecha Wałęsę 7 listopada 1987 zebraniu działaczy niezależnych, na którym opowiedział się za jednolitym kierownictwem całej opozycji. Był także przeciwny przekształceniu ośrodka budowanego wokół „Solidarności” w reprezentację różnych nurtów opozycji. Na przełomie 1987 i 1988 bronił wraz ze Zbigniewem Bujakiem koncepcji budowy ruchu społecznego, który tworzyłby mechanizm nacisku na władze, jednak bez ambicji ściśle politycznych. Opowiadał się też za odkrywaniem tzw. białych plam w polityce historycznej, wskazując na prawdę o zbrodni katyńskiej jako kluczowy element relacji polsko-sowieckich. W ogłoszonym w maju 1988 w „Tygodniku Mazowsze” artykule Szanse na wyjście z pata zmienił wcześniejsze stanowisko i rozważał udział opozycji we współrządzeniu państwem (od czego „Solidarność” dotychczas się odżegnywała), jakkolwiek przyznawał, że nie miała ona wówczas politycznego i gospodarczego programu. Od 1988 był rzecznikiem prasowym RKW.
W sierpniu 1988 wspierał jako doradca strajk górników w KWK Manifest Lipcowy. 18 grudnia 1988 został członkiem Komitetu Obywatelskiego przy przewodniczącym NSZZ „Solidarność” Lechu Wałęsie. W lutym 1989 został członkiem nowo wybranej Regionalnej Komisji Wykonawczej NSZZ „Solidarność” Region Mazowsze. Na forum związkowym opowiedział się wraz ze Zbigniewem Bujakiem za udziałem wybieralnych działaczy w planowanych wyborach do Sejmu PRL. Uczestniczył w obradach Okrągłego Stołu, pracując w podzespole do spraw górnictwa. Należał do tych działaczy opozycji, którzy uważali, że w tzw. okresie przejściowym konieczne jest wywalczenie pluralizmu związkowego i wolności stowarzyszeń, natomiast doprowadzenie do pluralizmu politycznego, a więc legalnego działania różnych partii politycznych, zajmie dłuższy okres – aż do w pełni wolnych wyborów parlamentarnych. Wprowadzenie do Sejmu reprezentacji opozycji miało być według nich pierwszym krokiem w kierunku pełnej demokracji. W kwietniu 1989 Jan Lityński został przewodniczącym Komitetu Obywatelskiego „Solidarność” w Warszawie, którego celem było przygotowanie kampanii wyborczej kandydatów KO w województwie warszawskim w wyznaczonych na czerwiec 1989 wyborach parlamentarnych (sam kandydował wówczas do Sejmu PRL w województwie wałbrzyskim). Uczestniczył też w przygotowaniu listy wszystkich kandydatów KO w tych wyborach na terenie całego kraju.
Jakkolwiek należał do tych działaczy „Solidarności”, którzy w drugiej połowie lat 80. poszukiwali w swej publicystyce możliwego kształtu kompromisu z władzami PRL, przez funkcjonariuszy Ministerstwa Spraw Wewnętrznych jeszcze jesienią 1988 był zaliczany do „opozycji ekstremalnej”.

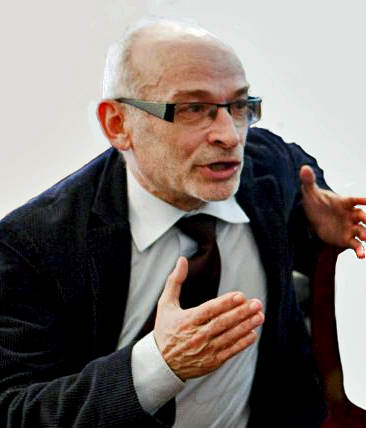
Jan Lityński podczas debaty dotyczącej OFE (2011)

W wyborach parlamentarnych w czerwcu 1989 został wybrany na posła X kadencji z ramienia Komitetu Obywatelskiego. Ubiegał się o mandat nr 395 w okręgu nr 101 (Świdnica), zdobywając 105 769 głosów, tj. 74,5% oddanych ważnych głosów. Został członkiem Obywatelskiego Klubu Parlamentarnego, zasiadał w Komisji Spraw Zagranicznych, był też członkiem tzw. komisji Rokity.

### III Rzeczpospolita
W czerwcu 1990 należał do grupy członków KO, którzy postulowali jego rozwiązanie, sprzeciwiając się wykorzystaniu struktur komitetu dla wsparcia Lecha Wałęsy i koncepcji tzw. przyspieszenia. W tym samym miesiącu uczestniczył w spotkaniu założycielskim Sojuszu na Rzecz Demokracji, który w założeniu miał wspierać rząd Tadeusza Mazowieckiego (inicjatywa ostatecznie nie rozwinęła się). W lipcu 1990 wstąpił do Ruchu Obywatelskiego Akcja Demokratyczna, był sygnatariuszem jego deklaracji założycielskiej, następnie został członkiem koła ROAD w ramach Obywatelskiego Klubu Parlamentarnego, a od września 1990 był członkiem zespołu organizacyjnego ROAD, stanowiącego tymczasowe prezydium ruchu. Jesienią 1990 uczestniczył aktywnie w kampanii prezydenckiej Tadeusza Mazowieckiego. W styczniu 1991 został członkiem rady naczelnej ROAD, jednak organizacja ta podjęła już wówczas decyzję o zjednoczeniu z powstałą w tym okresie Unią Demokratyczną. Od tego samego miesiąca do końca kadencji Sejmu był członkiem nowo powołanego Klubu Parlamentarnego Unia Demokratyczna. 17 stycznia, wspólnie z dwoma innymi posłami KP UD Zbigniewem Janasem i Jackiem Kuroniem udał się do Wilna, gdzie właśnie trwała interwencja sił radzieckich. Przebywał w budynku Rady Najwyższej Republiki Litwy, gdzie przygotowywano się na ewentualny szturm oddziałów radzieckich. W maju 1991 został członkiem UD, wszedł w skład prezydium jej rady, odmówił natomiast przyłączenia się do partyjnej frakcji, którą zamierzała stworzyć Zofia Kuratowska.
Przed wyborami parlamentarnymi w 1991 opowiadał się przeciwko koalicji wyborczej z innymi partiami wywodzącymi się z „Solidarności”. Następnie należał do komitetu wyborczego UD. Znalazł się na wyborczej liście krajowej UD (na 17. miejscu), mandat posła I kadencji zdobył jednak w okręgu nr 12 (Wałbrzych), otrzymując 16 193 głosy (8,0% głosów; cała lista uzyskała 16,6% głosów w tym okręgu). W Sejm I kadencji w dalszym ciągu był członkiem Klubu Parlamentarnego Unia Demokratyczna, był przewodniczącym Komisji Polityki Społecznej (posłowie UD kierowali w tej kadencji dwiema komisjami) oraz członkiem Komisji Administracji i Spraw Wewnętrznych, a także komisji nadzwyczajnej badającej sposób wykonania przez ministra spraw wewnętrznych tzw. uchwały lustracyjnej. W trakcie kadencji opowiadał się przeciwko koalicji z innymi partiami postsolidarnościowymi, uważając, że nie byłaby ona zdolna do zbudowania spójnego programu. Popierał ideę referendum w sprawie dopuszczalności przerywania ciąży, następnie głosował przeciwko ustawie z 7 stycznia 1993 o planowaniu rodziny, ochronie płodu ludzkiego i warunkach dopuszczalności przerywania ciąży, uznając ją za zbyt restrykcyjną. W kwietniu 1993 został kolejny raz wybrany członkiem stuosobowej rady Unii Demokratycznej, w maju tegoż roku został ponownie członkiem prezydium tego gremium. Sprzeciwiał się nadaniu rządowi Hanny Suchockiej specjalnych pełnomocnictw, co postulował Aleksander Hall.
Przed wyborami parlamentarnymi w 1993 wszedł ponownie w skład komitetu wyborczego UD. Opowiadał się za zawiązaniem koalicji wyborczej z Kongresem Liberalno-Demokratycznym, do czego ostatecznie nie doszło. Ponownie znalazł się na wyborczej liście krajowej UD (na 14. miejscu), mandat posła II kadencji uzyskał natomiast w okręgu nr 48 (Wałbrzych), zdobywając 9836 głosów (3,8% głosów; cała lista uzyskała 11,2% głosów w tym okręgu). W II kadencji był początkowo członkiem Klubu Parlamentarnego Unia Demokratyczna, a od kwietnia 1994 nowo powstałego Klubu Parlamentarnego Unii Wolności. Pracował w Komisji Polityki Społecznej (jako zastępca przewodniczącego) i oraz w Komisji Administracji i Spraw Wewnętrznych. Uczestniczył w przygotowaniach do zjednoczenia UD i KLD jako członek wspólnej komisji programowej tych partii. Na zjeździe zjednoczeniowym w kwietniu 1994 został członkiem rady krajowej nowo powołanej Unii Wolności, uzyskując 450 głosów; wszedł także w skład prezydium partii.

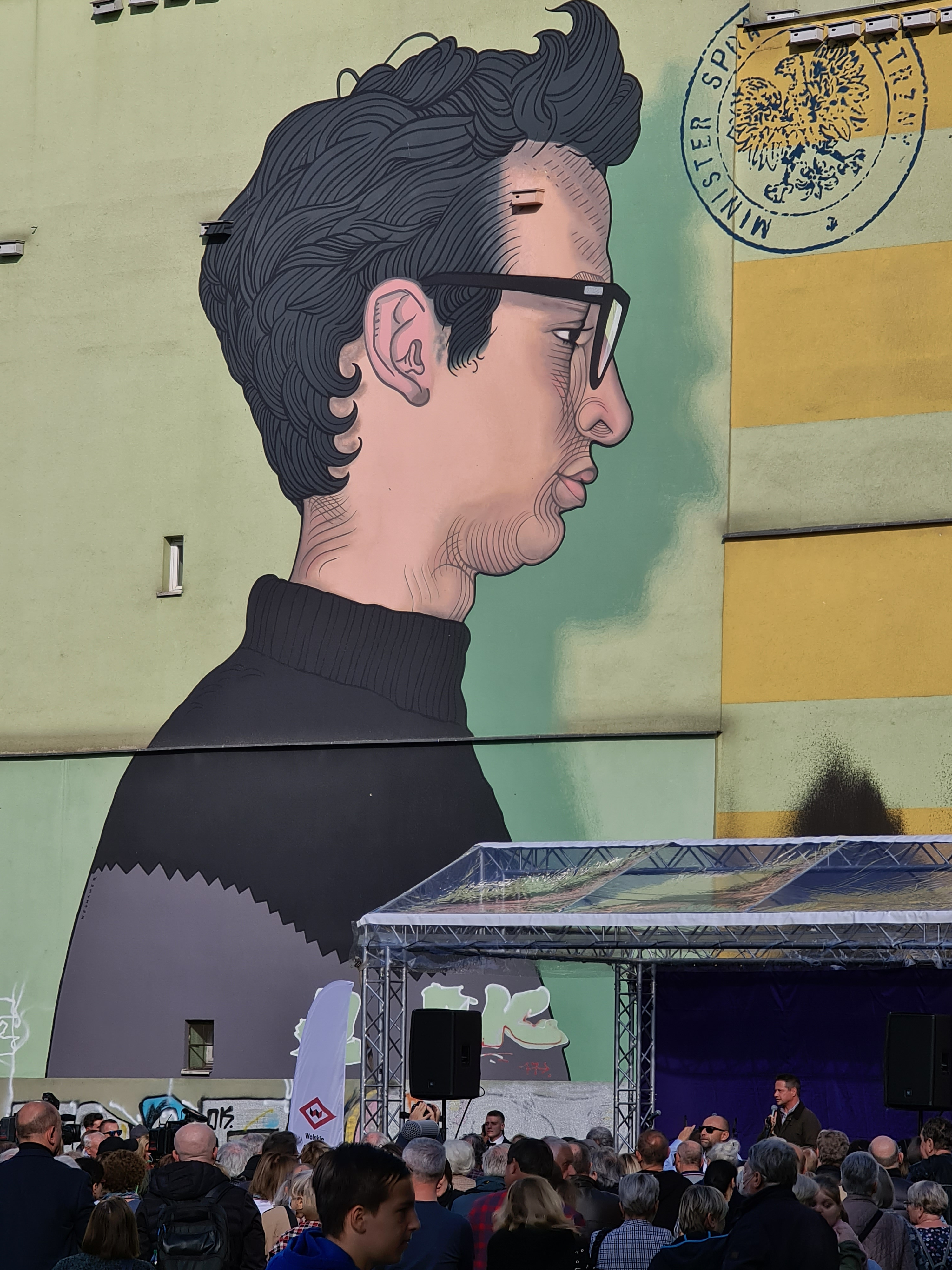
Odsłonięcie muralu poświęconego Janowi Lityńskiemu 26 września 2021. Przemawia prezydent Warszawy Rafał Trzaskowski

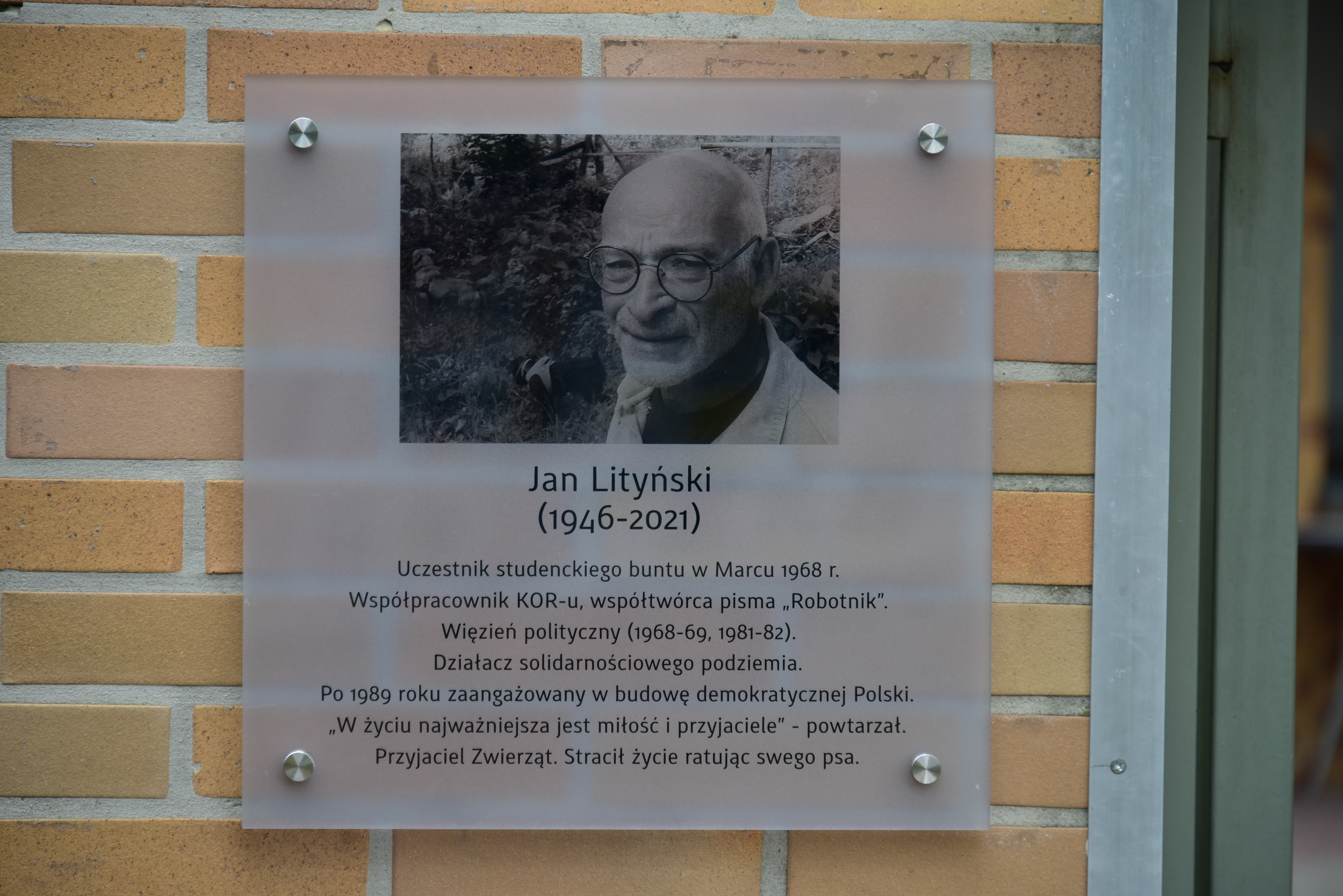
Tablica pamiątkowa przy wejściu do Schroniska na Paluchu im. Jana Lityńskiego w Warszawie

W wyborach w 1997 z powodzeniem ubiegał się o reelekcję z okręgu wałbrzyskiego. Kandydował z 2. miejsca okręgowej listy UW (za Krzysztofem Budnikiem), otrzymując 7942 głosy (3,3% głosów; partia dostała 11,7% poparcia w tym okręgu). Z ramienia UW należał do negocjatorów w rozmowach z Akcją Wyborczą Solidarność, które zakończyły się utworzeniem koalicyjnego rządu Jerzego Buzka. W latach 1997–2001 był przewodniczącym Komisji Polityki Społecznej, w latach 1999–2001 członkiem, w III kadencji pełnił też funkcję rotacyjnego przewodniczącego Komisji do Spraw Służb Specjalnych. Z ramienia UW prowadził także rozmowy z AWS w przedmiocie nowego kandydata na premiera po tym, jak ministrowie z jego partii podali się do dymisji w maju 2000. Przed wyborami prezydenckimi w 2000 opowiadał się przeciwko poparciu przez UW kandydatury Andrzeja Olechowskiego, uważając, że partia powinna wystawić własnego kandydata w osobie Władysława Frasyniuka. Do 2001 wchodził w skład zarządu Unii Wolności.
W wyborach w 2001 bez powodzenia ubiegał się o poselską reelekcję w nowo utworzonym okręgu nr 2 (Wałbrzych). Od 2005 działał w powstałej z przekształcenia UW Partii Demokratycznej – demokraci.pl, do 2009 był członkiem rady krajowej tego ugrupowania. Bezskutecznie kandydował do Sejmu z listy PD w wyborach parlamentarnych w 2005 w okręgu warszawskim oraz z listy koalicji Lewica i Demokraci w przedterminowych wyborach parlamentarnych w 2007 w okręgu wałbrzyskim. Przed tymi ostatnimi wyborami jego kandydatura spotkała się ze sprzeciwem części działaczy Sojuszu Lewicy Demokratycznej.
W latach 2008–2010 był doradcą do spraw społecznych w Polskich Liniach Lotniczych „LOT”, pracował także jako mediator przy rozwiązywaniu sporów. Był członkiem komitetu poparcia Bronisława Komorowskiego przed przedterminowymi wyborami prezydenckimi w 2010. 12 października 2010 został doradcą prezydenta do spraw kontaktów z partiami i środowiskami politycznymi. Pełnił tę funkcję do 5 sierpnia 2015.
Publikował w prasie polskiej i zagranicznej, m.in. w „Gazecie Wyborczej”, „Rzeczpospolitej”, „Der Spiegel”, „Libération”, „The New Yorker” i innych.
Zmarł 21 lutego 2021 w Pułtusku; utonął w rzece Narew, ratując swojego psa. Jego ciało odnaleziono 27 lutego po kilkudniowej akcji poszukiwawczej. 10 marca 2021, po mszy w kościele św. Brata Alberta i św. Andrzeja Apostoła, został pochowany na cmentarzu Wojskowym na Powązkach w Warszawie (kw. A2/Al. Zasłużonych/3).

## Życie prywatne
Jego pierwszą żoną była Anna Dodziuk, z którą miał córkę Barbarę, poetkę i aktorkę z zespołem Downa (1972–2023). Następnie ożenił się z psycholog Krystyną Zegarską. Jego trzecią żoną została Elżbieta Bogucka.
Regularnie używał roweru jako podstawowego środka transportu (także w okresie sprawowania mandatu poselskiego). Był miłośnikiem zwierząt, interesował się w szczególności muzyką rockową.

## Odznaczenia i upamiętnienie
Odznaczenia
Został odznaczony przez prezydenta Lecha Kaczyńskiego Krzyżem Komandorskim (2006) oraz Krzyżem Komandorskim z Gwiazdą (2008) Orderu Odrodzenia Polski. W 2015 prezydent Bronisław Komorowski nadał mu Krzyż Wolności i Solidarności.
Upamiętnienie
Został bohaterem wystawy stałej w Europejskim Centrum Solidarności w Gdańsku. Wkrótce po jego śmierci Fundacja Azylu pod Psim Aniołem zorganizowała akcję Być jak Janek Lityński propagującą wspieranie zwierząt przebywających w schroniskach, jak czynił to zmarły polityk.
W 2021 na ścianie domu przy ulicy Ogrodowej 67 w Warszawie odsłonięto mural autorstwa Brunona Neuhamera poświęcony Janowi Lityńskiemu. W 2023 imieniem Jana Lityńskiego nazwano stołeczne schronisko dla zwierząt, w którym również odsłonięto upamiętniającą go tablicę.